# Polymerus unifasciatus

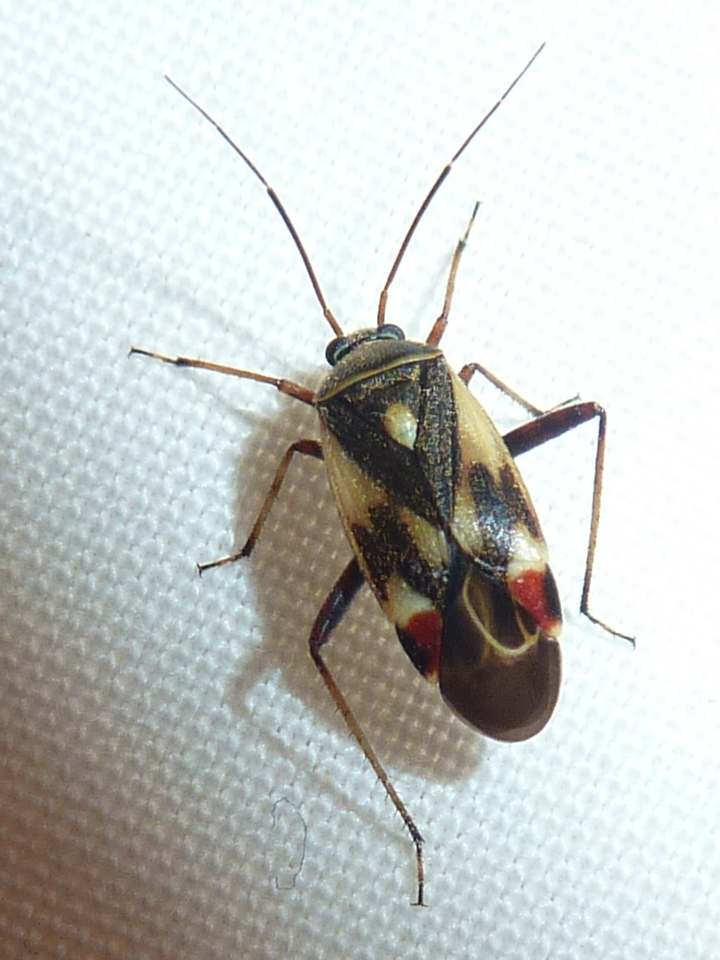
Polymerus unifasciatus

Polymerus unifasciatus ist eine Wanzenart aus der Familie der Weichwanzen (Miridae).

## Merkmale
Die Wanzen werden 4,9 bis 6,9 Millimeter lang. Die Arten der Gattung Polymerus haben eine überwiegend schwarze oder schwarz und gelbe Grundfarbe. Ihre Körperoberseite ist mit schuppenartigen, goldenen oder silbrigen Härchen bedeckt und die Schienen (Tibien) tragen kräftige, schwarze Dornen. Polymerus unifasciatus hat ein überwiegend schwarz gefärbtes Pronotum, das einen schmal gelb gefärbten Hinterrand hat. Das Corium ist überwiegend gelb. Diese Färbung reicht bis zu dessen beiden Seitenrändern und der Grenze des Clavus. Die Nymphen sind grün gefärbt.

## Vorkommen und Lebensraum
Die Art ist in der Holarktis verbreitet und kommt in ganz Europa, Nordafrika und östlich bis Sibirien und über Zentralasien bis China, Japan, Korea sowie auch in Nordamerika vor. In Mitteleuropa tritt die Art überall auf und ist in der Regel häufig, wobei sie im Norden etwas seltener ist. Besiedelt werden trockene, warme und offene Lebensräume. Selten findet man die Art auch an mäßig feuchten, halbschattigen Orten.

## Lebensweise
Polymerus unifasciatus lebt an verschiedenen Labkräutern (Galium), besonders an Wiesen-Labkraut (Galium mollugo) und Echtem Labkraut (Galium verum). Die Überwinterung erfolgt als Ei. Die Nymphen treten im Mai auf, die Adulten der neuen Generation ab Ende Juni, im Süden gelegentlich auch schon ab Ende Mai. Sie sind bis in den Oktober zu beobachten, wobei ab September nur noch Weibchen zu finden sind. Das Maximum des Auftretens der Art liegt in der Paarungszeit von Ende Juli bis Anfang August. Auch die Eiablage findet zu diesem Zeitpunkt statt. Diese erfolgt in kleinen Gruppen in die oberen Teile der Stängel der Wirtspflanzen.

## Belege